# Appell förlag
Appell förlag („Appell-Verlag“) ist ein schwedischer Buchverlag mit Sitz in Stockholm, der 2016 von Helena Hegardt du Rées gestartet wurde und Titel zu Geisteswissenschaften, Kulturgeschichte und Journalistik verlegt.
Der Verlag hat mehrere Bücher in Zusammenarbeit mit der Schwedischen Literaturgesellschaft in Finnland herausgegeben.